# Río Chone
El Chone es un río situado en el centro de Ecuador.

## Geografía
- Nace en las cordilleras orientales de la costa ecuatoriana. Es uno de los ríos más grandes e importantes de la costa del Pacífico ecuatoriano al oeste de la Cordillera de los Andes.
- Discurre por tierras manabitas, atravesando la localidad de Chone.
- Desembocando en el océano Pacífico, en un amplio estuario dominado por la península de Bahía de Caráquez. Al norte del estuario se encuentra la localidad de San Vicente.

## Historia
- Antes de que se asentara poblaciones en la localidad de Chone y su consolidación territorial, los españoles ya le habían bautizado como Río Caráquez; dicho nombre le fue asignado por los primeros cronistas que navegaron la zona y hablaban del río de gran legua que iba a desembocar en una esplendorosa bahía.